# Vysota 88,5
Vysota 88,5 (Высота 88,5) è un film del 1932 diretto da Jurij Viktorovič Tarič.